# Felsenthal
Die Ortschaft Felsenthal war ein Ortsteil der Gemeinde Lindlar, im Oberbergischen Kreis im Regierungsbezirk Köln in Nordrhein-Westfalen (Deutschland).

## Lage und Beschreibung
Felsenthal lag östlich von Engelskirchen, südlich von Frielingsdorf an der Gemeindegrenze zu Engelskirchen im Leppetal.

## Geschichte
Ab der Preußischen Neuaufnahme von 1894/96 ist der Ort auf Messtischblättern als Felsenthal verzeichnet. Der Ort gehörte im 19. Jahrhundert zur Bürgermeisterei Lindlar im Kreis Wipperfürth.
Durch den Ort führte die Schmalspurbahn Engelskirchen – Marienheide (Leppetalbahn) von Engelskirchen nach Marienheide. Felsenthal war Haltepunkt der Schmalspurbahn (erster Betriebstag 5. September 1897, letzter Betriebstag 31. März 1958) und befand sich bei km 6,7.
Die Station verfügte über ein Zufahrtsgleis zu den Steinbrüchen, zwei Ladegleise sowie je ein Gleis mit Prellbock rechts und links der Leppestraße (L 302).
Heutige Relikte (2010) des letzten, 1929 geschlossenen Steinbruchs der bergisch-märkischen Steinindustrie (an der Grenze zu einem Naturschutzgebiet) sind:
- Ein ca. 37 m langer, 2 m hoher, 4 m breiter Überbau über den Leppebach (Tonnengewölbe aus Grauwacke)
- Betoneinfassungen des Haltepunktgeländes
- Steinbrechergebäude mit Ladetunnel und Steinbunker
- Betonfundamente im Hangbereich
- Schienen-, Werkzeug-, Maschinenreste

## Bus- und Bahnverbindungen

### Linienbus
Haltestelle Felsenthal:
- 308 Marienheide Bf. – Hütte – Frielingsdorf – Engelskirchen Bf. (OVAG)
- 333 Wipperfürth – Dohrgaul – Frielingsdorf – Engelskirchen Bf. (OVAG)

### Ehemalige Bahnstrecke
Der Bahnhof Felsenthal lag an der Leppetalbahn, welche stillgelegt ist.